# Muscle car

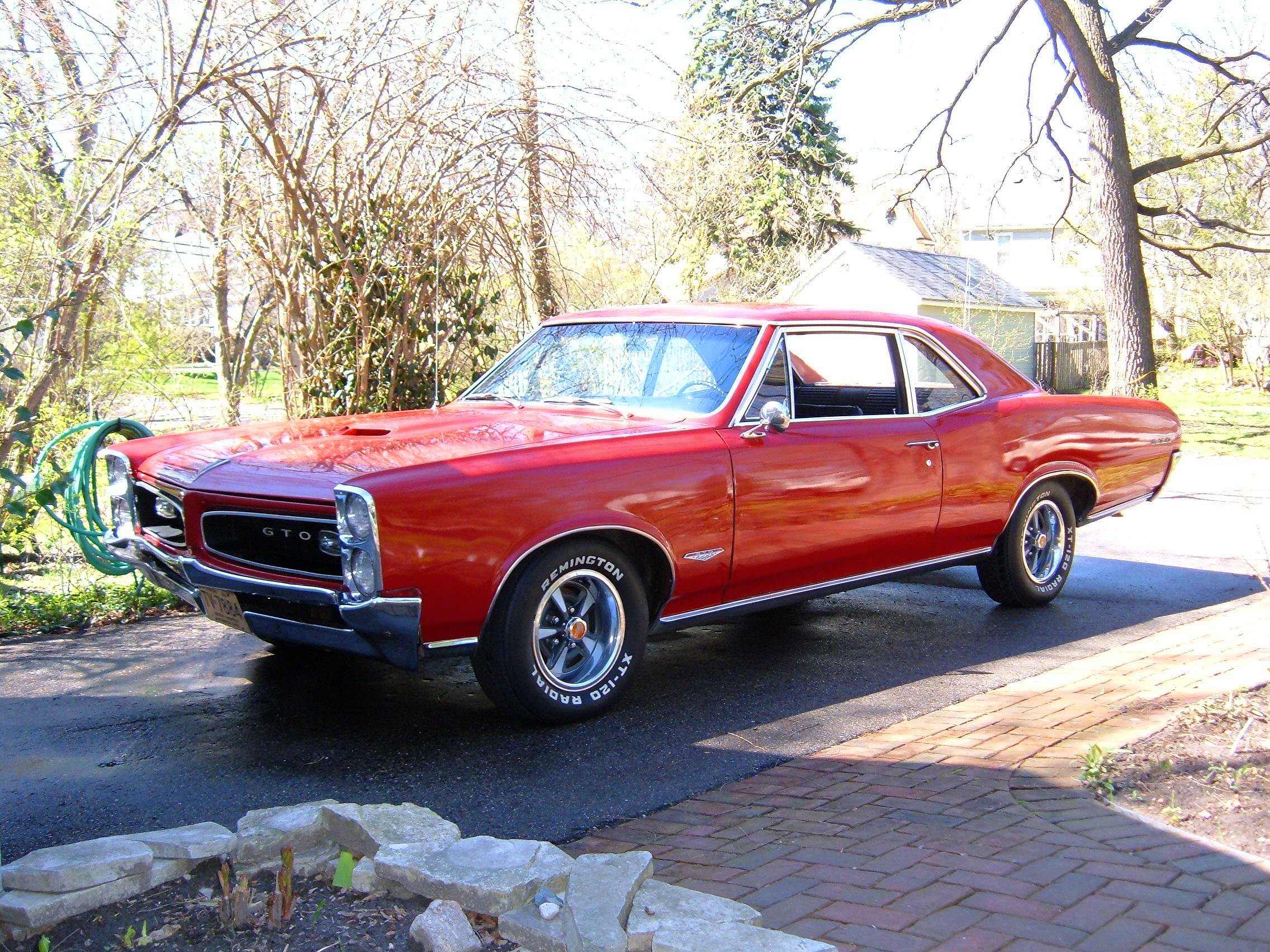
Pontiac GTO 1966 року — приклад типового маслкару.

Маслкар (англ. muscle car — укр. м'язисті автомобілі) — клас автомобілів, що існував у США в середині 1960-х — середині 1970-х років.
До класичних маслкарів відносяться чітко визначені моделі середньорозмірних дводверних седанів, хардтопів і купе, які були випущені переважно в період з 1964 по 1973 роки й мають восьмициліндрові двигуни великого об'єму і потужності. Також часто до них відносять чітко визначені модифікації більших («повнорозмірних») і дрібних («компактних») моделей тієї ж епохи. Подібні моделі випускалися і до, і після цього періоду, але до маслкарів їх не відносять.
Власне, в ті роки ці автомобілі так не називали, використовуючи для їх позначення такі терміни, як «Super Cars», або просто згадуючи конкретні моделі. Термін «Muscle Cars» виник пізніше, наприкінці 1970-х років, серед колекціонерів автомобілів.
Найбільша їх різноманітність зійшли з конвеєрів корпорації General Motors, тому що цілих чотири марки Chevrolet, Pontiac, Oldsmobile і Buick одночасно намагалися перевершити один одного (і інших конкурентів) в продажі модних тоді машин.
Наразі в американських автобудівників спостерігається тенденція експлуатувати відомі назви моделей і деякі риси дизайну з епохи маслкарів. Автомобілі цього типу досить часто можна побачити в американських фільмах.

## Відомі моделі маслкарів

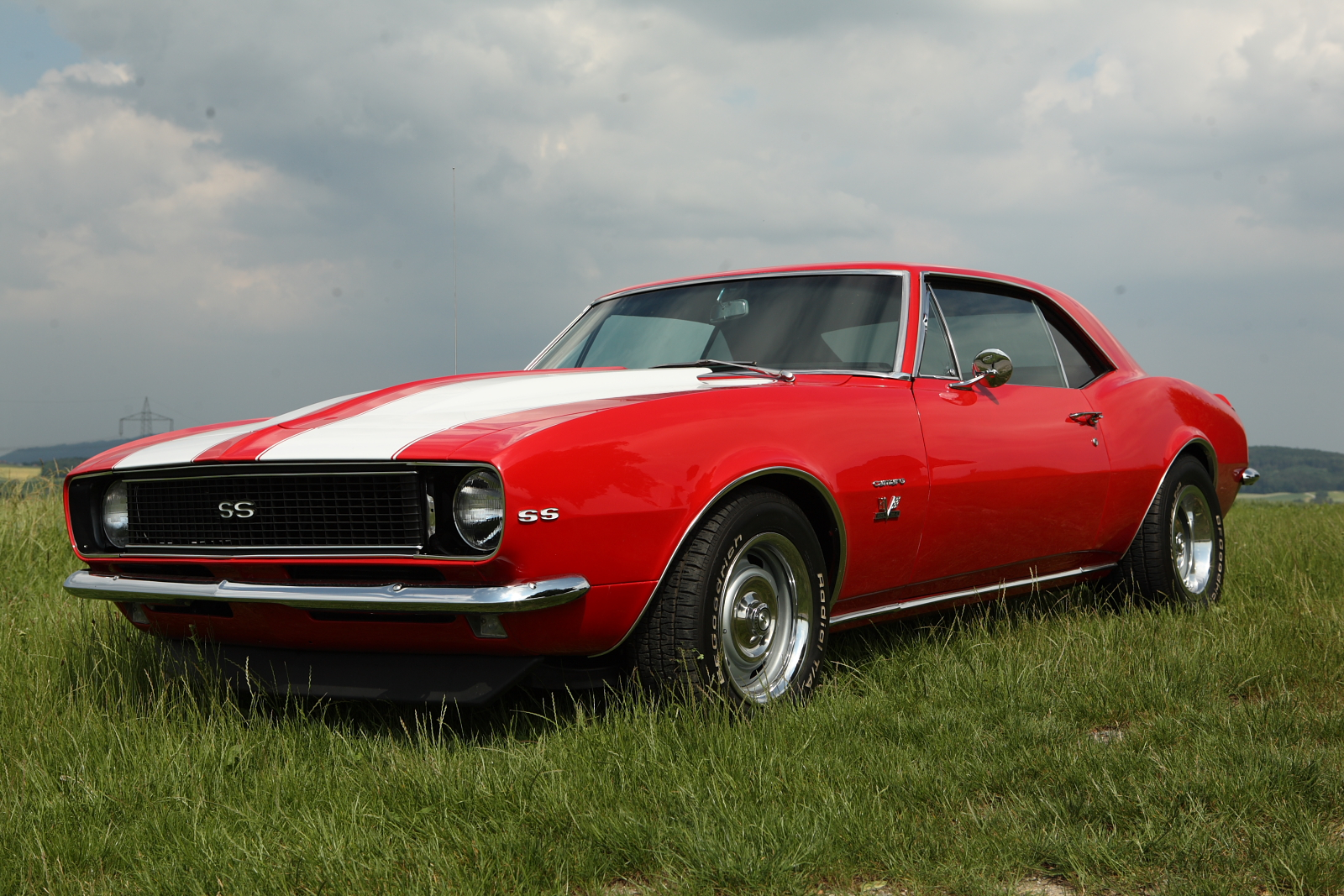
Chevrolet Camaro SS (1967).

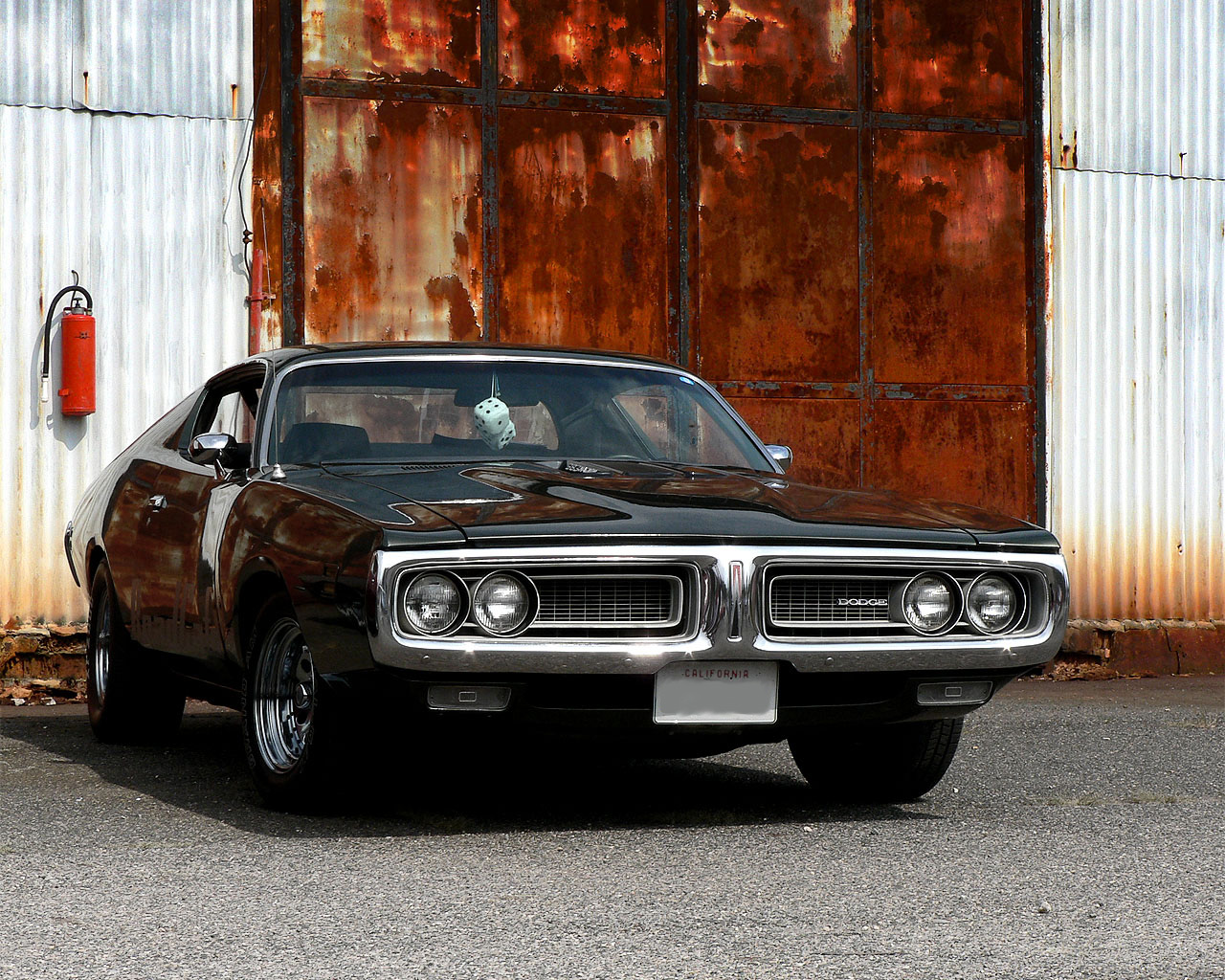
Dodge Charger (1971).

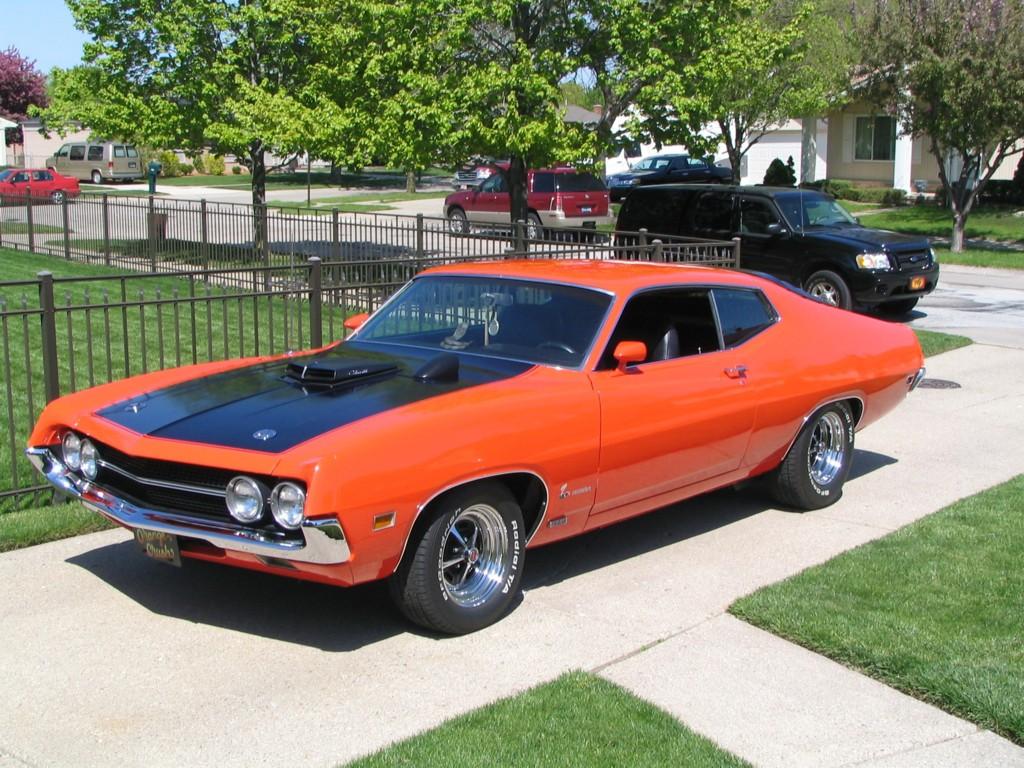
Ford Torino Cobra (1970).

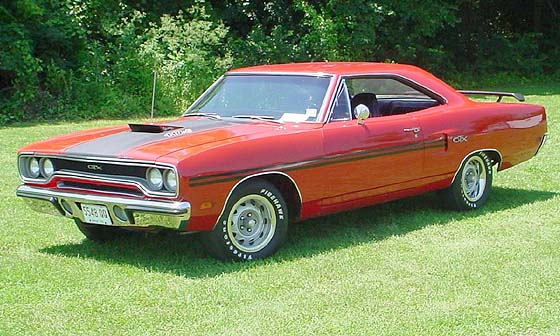
Plymouth GTX 440 (1970).

### США
Журнал «Road&Track» відносить до маслкарів наступні моделі 1965 року:
- Pontiac Tempest/Pontiac GTO (1964—1965);
- Buick Gran Sport Riviera GS (1965—1975);
- Buick Skylark Gran Sport (1965—1969);
- Dodge Coronet/Plymouth Belvedere 426-S (1965—1970);
- Chevrolet Chevelle Malibu SS (1965);
- Oldsmobile Cutlass 442 (1965—1967).

Журнал «Car and Driver» у 1990 році опублікував список десяти найкращих маслкарів:
- Середньорозмірні моделі Plymouth/Dodge з двигуном 426 Hemi (7,0 л) (1966—1967);
- Середньорозмірні моделі Plymouth/Dodge з двигуном 426 Hemi (1968—1969);
- Середньорозмірні моделі Plymouth/Dodge з двигуном 426 Hemi (1970—1971);
- Chevy II SS 327 (5,36 л) (1966—1967);
- Chevrolet Chevelle SS 396 (6,5 л) (1966—1969);
- Chevrolet Chevy II Nova SS 396 (6,5 л) (1968—1969);
- Ford Torino Cobra 428 (7,0 л) (1969);
- Plymouth Road Runner/Dodge Super Bee 440 Six Pack (7,2 л) (1969);
- Chevrolet Chevelle SS 454 (7,4 л) (1970);
- Pontiac GTO (1969).

До пізніших моделей маслкарів відносяться:
- AMC AMX / AMC Javelin AMX (1968—1974);
- AMC SC/Rambler (1969);
- AMC Rebel AMC Matador The Machine (1970—1971);
- Buick GSX (1970—1974);
- Chevrolet Camaro Z28 Camaro (1967—2002);
- Chevrolet Chevelle SS 454 (1965—1973);
- Chevrolet Impala SS (1958—1985, 1994—1996, 2000—т.ч.);
- Chevrolet Monte Carlo SS454 (1970—1972);
- Chevrolet Nova SS (1963—1974);
- Dodge Challenger (1970—1974);
- Dodge Charger (1966—1974);
- Dodge Dart GTS and Demon (1968—1976);
- Dodge Daytona (1969—1970);
- Dodge Super Bee (1968—1971);
- Ford Fairlane GT, GTA, і Cobra (1966—1969);
- Ford Mustang Boss 302 Mustang (1964—1973);
- Ford Torino (GT і Cobra) (1968—1974);
- Mercury Cougar Cougar Eliminator (1967—1973);
- Oldsmobile 442 (1968—1971);
- Plymouth Barracuda AAR 'Cuda (1964—1974);
- Plymouth Duster (1970—1976);
- Plymouth GTX (1967—1971);
- Plymouth Road Runner (1968—1974);
- Plymouth Superbird (1970);
- Pontiac Firebird (1967—2002);
- Pontiac GTO (1966—1971).

### Австралія

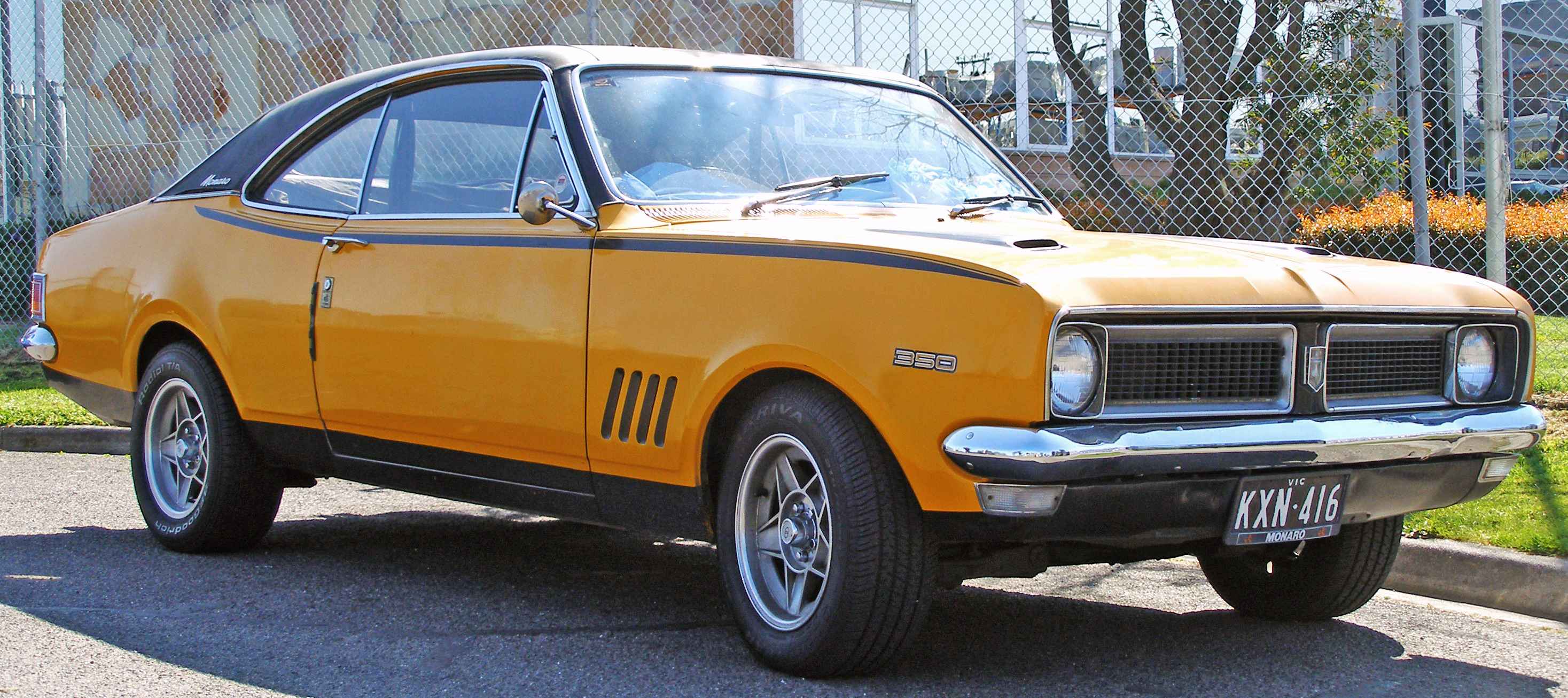
Holden HG Monaro GTS 350 (1970—1971).

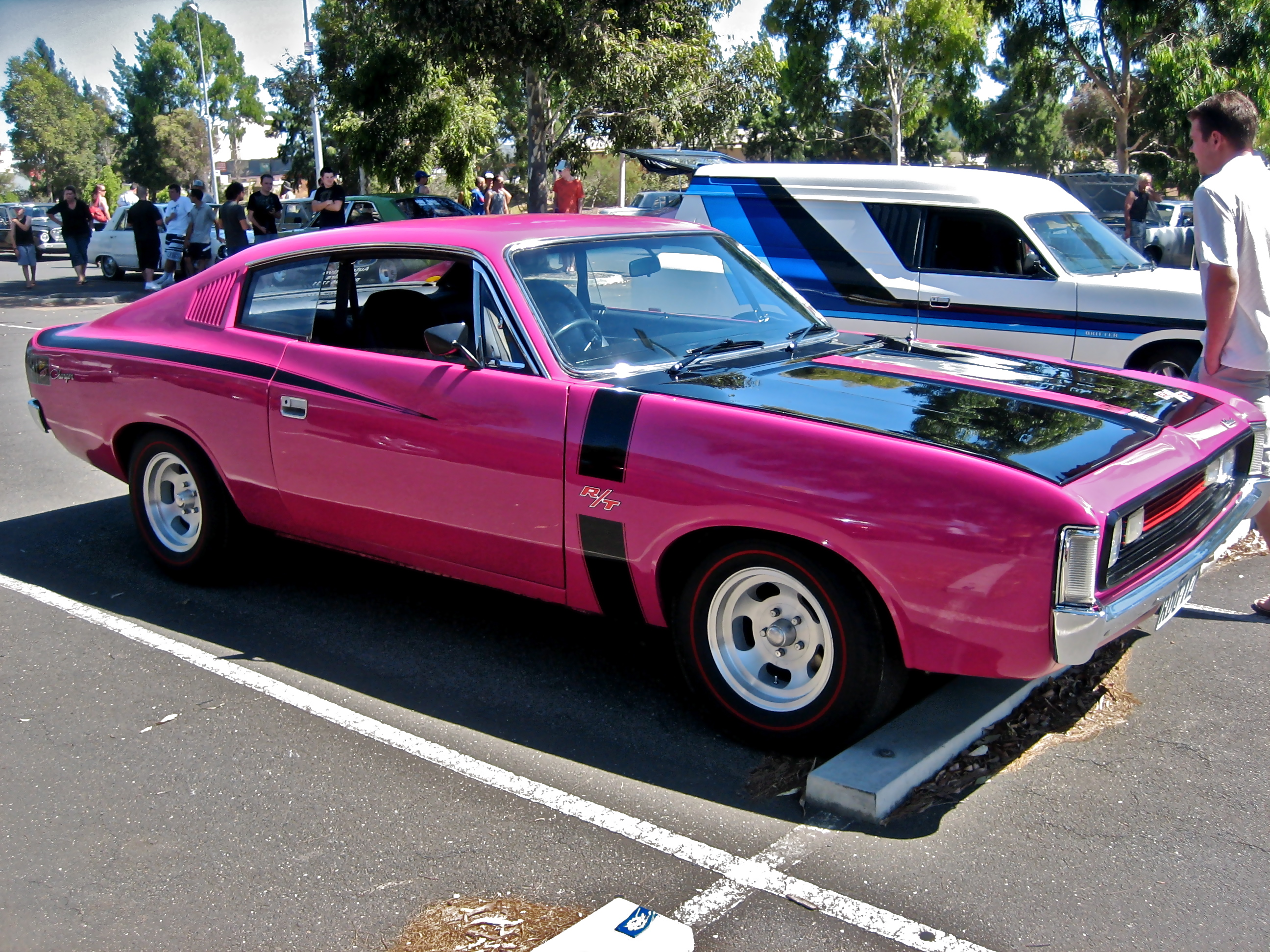
Рожевий Chrysler VH Valiant Charger.

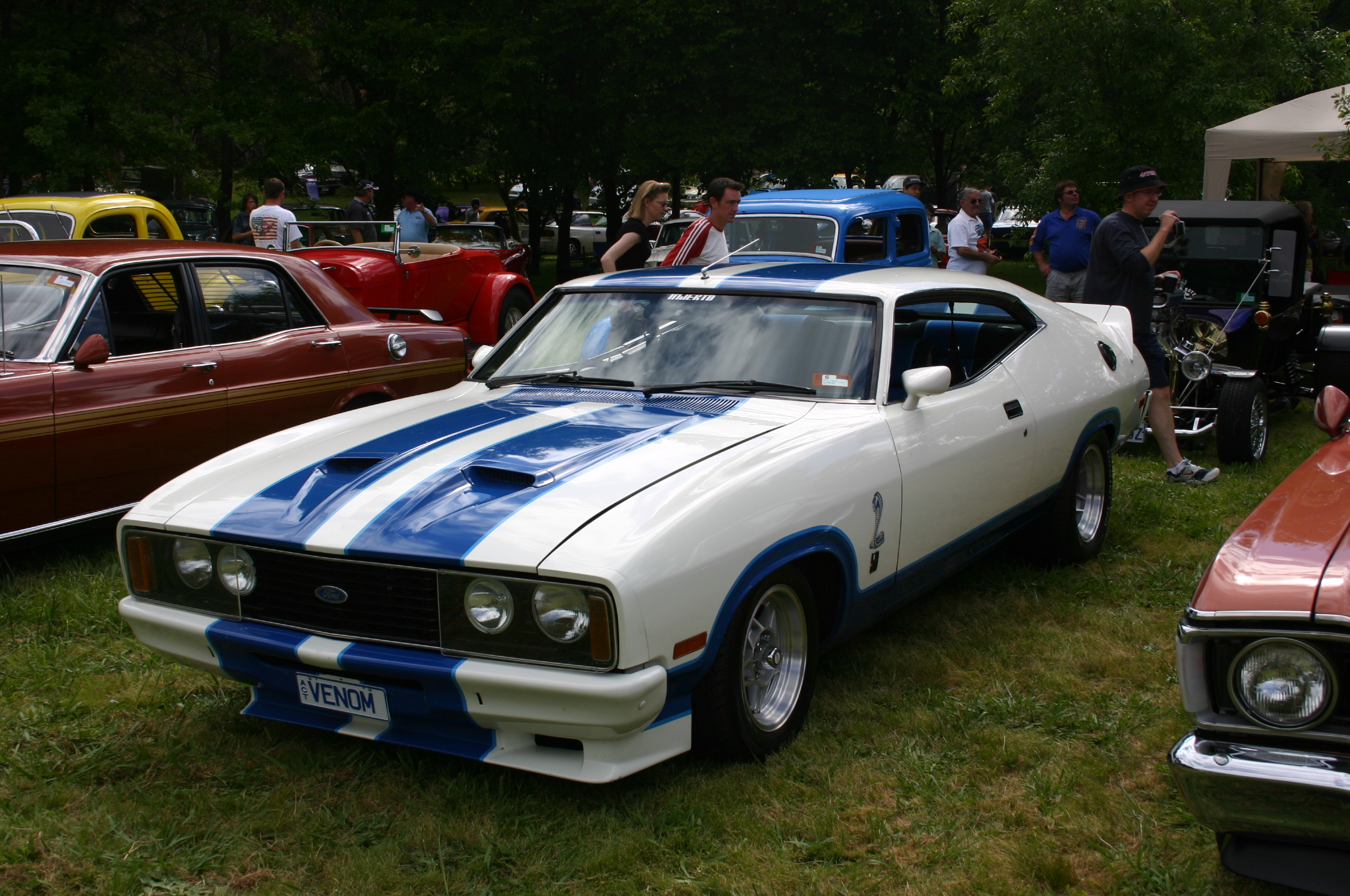
Ford Falcon Cobra 351 V8.

В Австралії відділення Ford Australia, Holden (на той момент General Motors) і Chrysler Australia розвивали маслкари своїм шляхом. Автомобілі створювалися для гонок Bathurst 500, в той час відомих як Armstrong 500 (миль). Ці автомобілі вважали суперкарами в повному розумінні цього слова, оскільки вони оснащувалися потужними двигунами й гоночними опціями (хоча і значно поступалися американським аналогам за розмірами й технічними характеристиками).
У 1968 році Ford випустив XR Falcon з двигуном 289 Windsor (4,7 л), який заведено вважати першим австралійським маслкаром.
Holden випускав популярний Holden Monaro з двигунами типу Small Block робочим об'ємом 5,0, 5,36 і 5,7 л виробництва Chevrolet, а також об'ємом 4,1 і 5,0 л власної розробки, — моделі GTR-XU1 (1970—1973), SL/R 5000 (1974—1977), L34 (1974), A9X (1977).
З 1971—1973 років Chrysler випустив модель R/T Valiant Charger. Домінуючі моделі R/T були E38 і E49 гр шестициліндровим двигуном Hemi в 4,34 л, були оснащені трьома карбюраторами Weber. Chrysler активно імпортував з США, двигуни V8 в 5,7 і 5,6 л. Останні двигуни не мали попит і згодом встановлювалися на рідкісні моделі 770 Charger «SE» E55 340 (V8). У 1974 виробництво Hemi 265 і 340 V8 було припинено.
Ера австралійських маслкарів закінчилася з тих же причин, що і в США випуском Design Rule в 1976 році.
- Holden HG Monaro GTS 350 (1970—1971);
- Chrysler VH Valiant Charger (1971—1973);
- Ford Falcon Cobra 351 V8 (1978).

### Велика Британія
У Великій Британії маслкари ніколи не мали серйозного попиту, але вони вплинули й на британських автовиробників. Ford і Vauxhall продовжили традицію створення потужних сімейних автомобілів, але з більш витонченою конструкцією в порівнянні з класичними маслкарами. Автомобілі цього типу створювала британська філія компанії Ford, наприклад, Ford Cortina Мк. III й Ford Capri, але двигунами V8 вони не оснащувалися.

### ПАР
В Південній Африці фірма Basil Green виробляла на базі європейських моделей корпорації Ford автомобілі Capri Perana і Granada Perana.
Крім того, австралійський Ford Falcon GT продавався в ПАР під маркою Fairmont GT, а XW Falcon GT — як Fairmont GT (1970 рік) і XY Falcon GT (1971—1973). Falcon продавалися під маркою Fairmont через погану репутацію американських Falcon. Експортовані Fairmont відрізнялися від оригінального Falcon невеликими зовнішніми змінами.

## Сучасні маслкари

### США

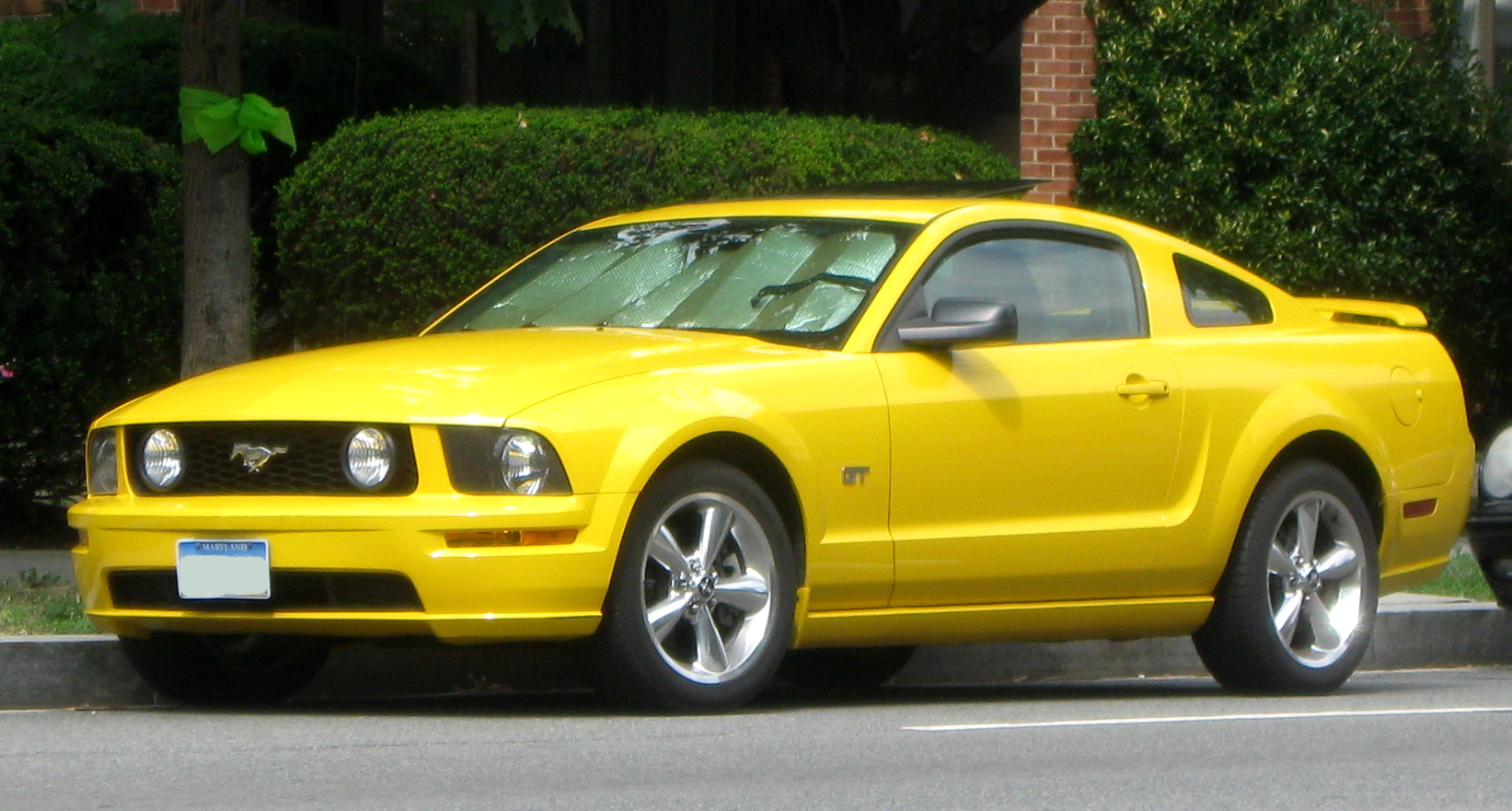
Ford Mustang (2005—2014)

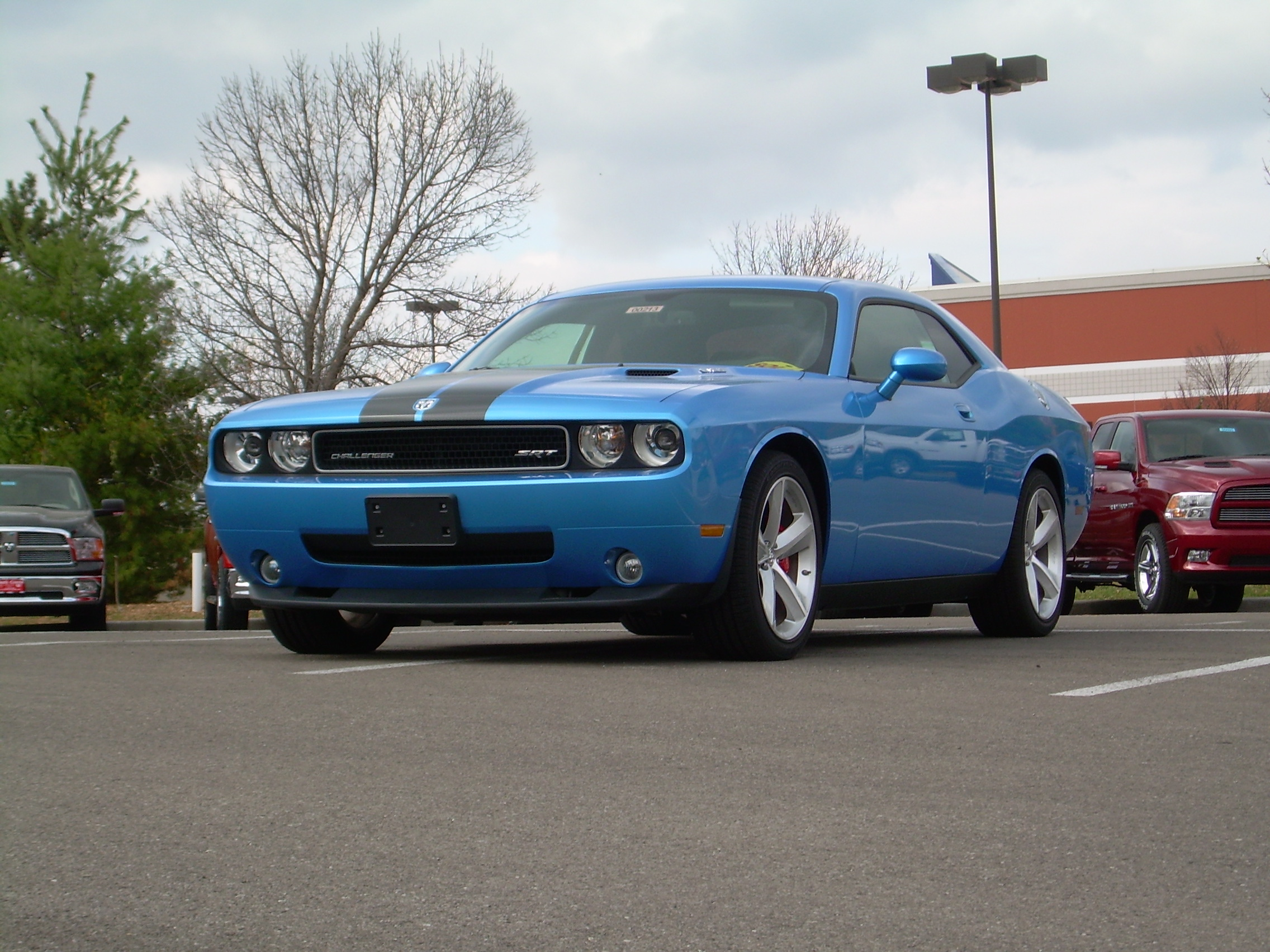
Dodge Challenger (2008—донині)

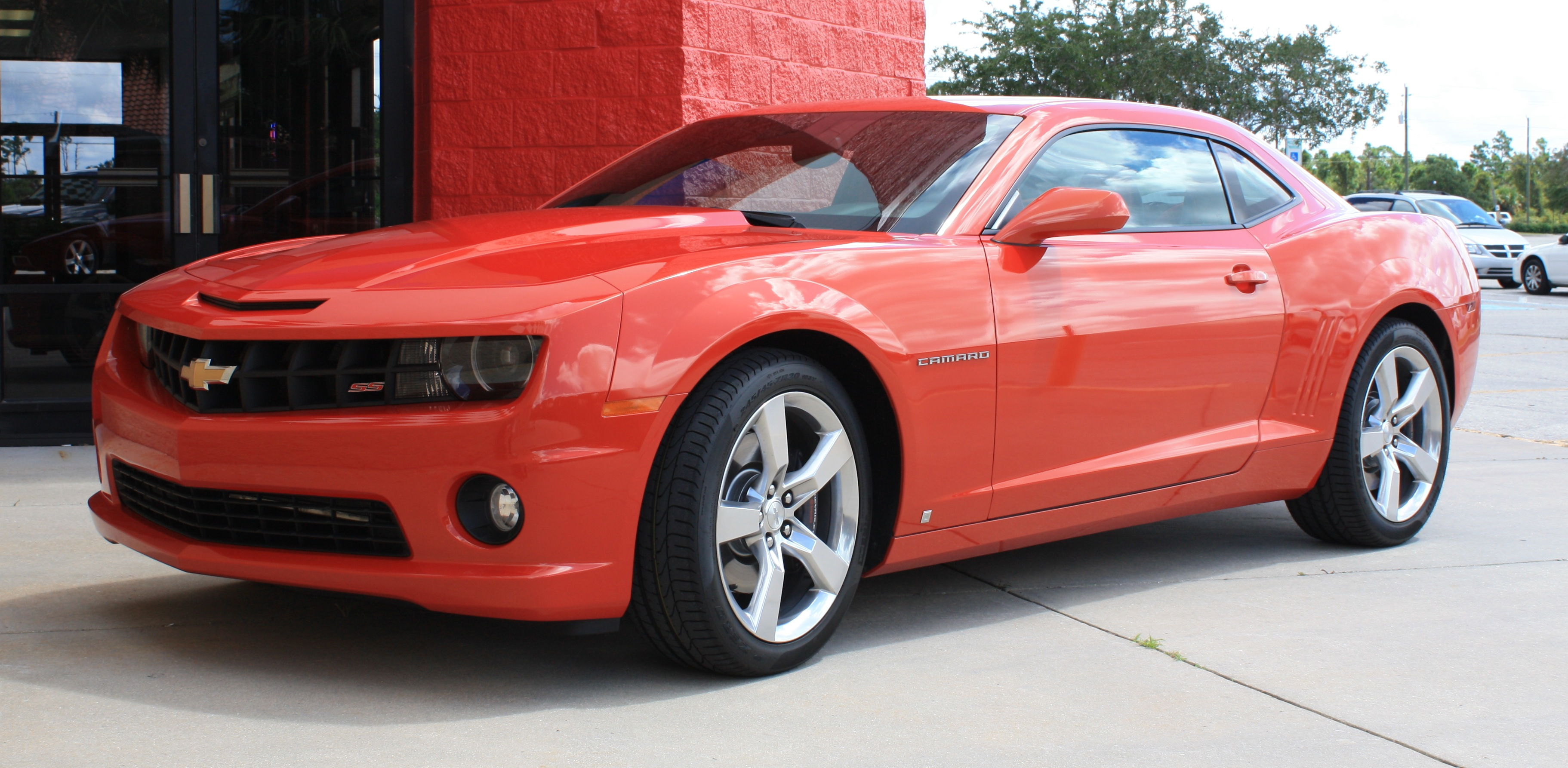
Chevrolet Camaro (2010—2015)

Епоха маслкарів давно завершена, однак потужні й швидкі автомобілі як і раніше привертають увагу автолюбителів.
У США чотиридверний «повнорозмірник» (full-size) Chevrolet Impala SS мав великий попит у 1994—1996 роках і був переобладнаним Caprice з двигуном Corvette V8 LT1 (5,7 л) і іншими опціями. Знову Impala SS почала випускати вже у 2000 році, як більш потужна версія стандартної Impala з оснащеними компресорами двигунами V6 і V8.
GM зупинив виробництво Chevrolet Camaro і Pontiac Firebird у 2002 році, але повернув Pontiac GTO 2004 року.
До 2003 року Ford відтворив Mercury Marauder. Через два роки, аналогічно його попередникові 1960—1970-х років, він був знятий з виробництва через низьку популярність.
Навесні 2004 року Chrysler ввів задньопривідну платформу LX, яка послужила основою для нової лінії задньопривідних автомобілів Dodge Charger з двигуном V8 HEMI.
У 2005 році з конвеєра зійшов новий Ford Mustang, дизайн якого нагадував модель 1964—1968 років.
З 2008 року почався випуск моделі Dodge Challenger, яка (як і новий Camaro, і новий Mustang) вельми нагадує дизайн свого «прабатька».
У 2009 році вийшло нове покоління Chevrolet Camaro (включаючи більш потужні версії RS і SS).

### Австралія
Ford Australia і Holden нині виробляють спеціальні автомобілі.
Ford Performance Vehicles виробляє покращені версії Ford Falcon під назвою FPV.
Holden Special Vehicles нині виробляє версії різних задньопривідних седанів Holden Commodore, які оснащені двигунами V8.